# Blue River (Colorado)
Blue River è un centro abitato (town) degli Stati Uniti d'America, situato nella contea di Summit dello Stato del Colorado. Nel censimento del 2000 la popolazione era di 685 abitanti.

## Geografia fisica
Secondo i rilevamenti dell'United States Census Bureau, Blue River si estende su una superficie di 6,0 km².